# ニコラス・ガイタン
ニコ・ガイタン（Nico Gaitán）こと、オスバルド・ニコラス・ファビアン・ガイタン（Osvaldo Nicolás Fabián Gaitán, 1988年2月23日 - ）は、アルゼンチン・ブエノスアイレス州出身のサッカー選手。FCパソス・デ・フェレイラ所属。ポジションはミッドフィールダー。

## クラブ経歴

### ボカ・ジュニアーズ
ボカ・ジュニアーズの下部組織出身であり、2008年6月1日のアルセナルFC戦 (3-1) でトップチームデビューした。8月31日のCAウラカン戦（アウェー、3-0）ではプロ初得点を含む2得点を挙げた。9月23日、コパ・スダメリカーナのLDUキト戦では国際大会で初となる得点を挙げた。LDUキト戦の2日後のニューウェルズ・オールドボーイズ戦 (4-2) では再びスコアボードに名前を刻んだ。10月26日のCAロサリオ・セントラル戦ではロスタイムに決勝点を挙げてチームを勝利に導いた。2009-10シーズンはフォワードなど本職でないポジションにも挑戦し、9節のCAティグレ戦では2得点、11節のCAチャカリタ・ジュニアーズでは1得点、15節のクラブ・デ・ヒムナシア・イ・エスグリマ・ラ・プラタ戦 (4-0) でも1得点を挙げた。

### SLベンフィカ
2010年5月3日、ポルトガルのSLベンフィカへの移籍が確実となった。6月3日に入団記者会見が行われ、かつてシモン・サブローザやアンヘル・ディ・マリアが背負った背番号20を受け取った。SLベンフィカはディ・マリアをレアル・マドリードに放出しており、その代役を探していた。移籍金は840万ユーロであり、オスカル・カルドソを獲得した際の1160万ユーロに次いでSLベンフィカ史上2番目に高額な移籍金であった。SLベンフィカでは左翼を任され、アカデミカ・コインブラ戦 (2-1) でデビューを果たした。ナヴァル戦 (4-0) で移籍後初得点を含む2得点を記録した。2010-11シーズンは26試合に出場して7得点し、ジョルジェ・ジェズス監督のチームで軸となる選手のひとりであった。2011年6月30日、同シーズンの最優秀若手選手賞を受賞した。

### アトレティコ・マドリード
2016年6月15日、スペイン・リーガ・エスパニョーラのアトレティコ・マドリードへの移籍が決定した。契約期間などについては明らかになっていないが、移籍金は2500万ユーロ（およそ29.7億円）になったとベンフィカ側から発表された。

### 大連一方足球倶楽部
2018年2月26日、中国の大連一方足球倶楽部に加入することが発表された。

### シカゴ・ファイアー
2019年3月14日、シカゴ・ファイアーに完全移籍。

### LOSCリール・メトロポール
2020年2月1日、リールにシーズン終了までの契約で移籍した。

### SCブラガ
2020年8月30日、1年延長オプション付きの1年契約でSCブラガに加入。

### CAペニャロール
2021年8月30日、ウルグアイのCAペニャロールに2022年6月までの契約で加入。

### パソス・デ・フェレイラ
2022年1月31日、FCパソス・デ・フェレイラに加入。

## 代表歴
2009年9月30日、ガーナとの親善試合 (2-0) に途中出場してアルゼンチン代表デビューした。2010年1月26日のコスタリカ戦 (3-2) で初めて先発出場した。2014年10月14日の香港との親善試合で代表初得点を含む2ゴールを挙げた。

## 個人成績

### クラブでの成績
| クラブ             | シーズン | リーグ | リーグ | リーグ   | カップ | カップ | カップ   | リーグ杯 | リーグ杯 | リーグ杯 | 国際大会 | 国際大会 | 国際大会 | 通算 | 通算 | 通算     |
| クラブ             | シーズン | 出場   | 得点   | アシスト | 出場   | 得点   | アシスト | 出場     | 得点     | アシスト | 出場     | 得点     | アシスト | 出場 | 得点 | アシスト |
| ------------------ | -------- | ------ | ------ | -------- | ------ | ------ | -------- | -------- | -------- | -------- | -------- | -------- | -------- | ---- | ---- | -------- |
| ボカ・ジュニアーズ | 2007-08  | 1      | 0      | 0        | –      | –      | –        | –        | –        | –        | 0        | 0        | 0        | 1    | 0    | 0        |
| ボカ・ジュニアーズ | 2008-09  | 32     | 5      | 3        | –      | –      | –        | –        | –        | –        | 11       | 0        | 1        | 43   | 5    | 4        |
| ボカ・ジュニアーズ | 2009-10  | 33     | 7      | 8        | –      | –      | –        | –        | –        | –        | 6        | 1        | 2        | 39   | 8    | 10       |
| ボカ・ジュニアーズ | 通算     | 66     | 12     | 11       | –      | –      | –        | –        | –        | –        | 17       | 1        | 3        | 83   | 13   | 14       |
| SLベンフィカ       | 2010-11  | 26     | 7      | 6        | 5      | 1      | 2        | 3        | 0        | 1        | 13       | 1        | 1        | 47   | 9    | 10       |
| SLベンフィカ       | 2011-12  | 25     | 3      | 7        | 1      | 0      | 0        | 4        | 0        | 3        | 14       | 1        | 7        | 44   | 4    | 17       |
| SLベンフィカ       | 2012-13  | 23     | 3      | 9        | 5      | 1      | 2        | 2        | 0        | 0        | 13       | 1        | 1        | 43   | 5    | 12       |
| SLベンフィカ       | 2013-14  | 26     | 4      | 7        | 5      | 1      | 4        | 2        | 1        | 0        | 10       | 2        | 1        | 43   | 8    | 12       |
| SLベンフィカ       | 2014-15  | 27     | 4      | 15       | 2      | 0      | 1        | 2        | 0        | 0        | 5        | 0        | 0        | 36   | 4    | 16       |
| SLベンフィカ       | 2015-16  | 25     | 4      | 16       | 1      | 0      | 0        | 2        | 3        | 1        | 8        | 4        | 3        | 36   | 11   | 20       |
| SLベンフィカ       | 通算     | 152    | 25     | 60       | 19     | 3      | 9        | 15       | 4        | 5        | 63       | 9        | 13       | 249  | 41   | 87       |
| 総通算             | 総通算   | 218    | 37     | 71       | 19     | 3      | 9        | 15       | 4        | 5        | 80       | 10       | 16       | 332  | 54   | 101      |

## タイトル

### クラブ
ボカ・ジュニアーズ
- プリメーラ・ディビシオン : 2008-09A

SLベンフィカ
- プリメイラ・リーガ : 2013-14, 2014-15, 2015-16
- タッサ・デ・ポルトガル : 2013-14
- タッサ・ダ・リーガ : 2010-11, 2011-12, 2013-14, 2014-15, 2015-16
- スーペルタッサ・カンディド・デ・オリベイラ : 2014

アトレティコ・マドリード
- UEFAヨーロッパリーグ : 2017-18

ブラガ
- タッサ・デ・ポルトガル : 2020-21

ペニャロール
- プリメーラ・ディビシオン : 2021

### 個人
- スーペル・リーガ 最優秀若手選手賞 : 2010-11